# De Ronde Venen
De Ronde Venen (anhörenⓘ) ist eine Gemeinde in der niederländischen Provinz Utrecht.

## Lage und Wirtschaft
Die Gemeinde liegt 10 bis 15 Kilometer südlich von Amsterdam und 20 Kilometer nordwestlich von Utrecht. Östlich von Vinkeveen verläuft die Autobahn A 2 Amsterdam–Utrecht.
Öffentliche Verkehrsmittel verkehren kaum in der Gemeinde. Busse fahren nach Uithoorn und Utrecht.
Die Haupterwerbsquellen in De Ronde Venen sind der Tourismus (Wassersport auf den Seen) und die Viehhaltung. Auch gibt es viele Pendler, die einen Job in Amsterdam, Hilversum oder Utrecht haben.

## Orte
De Ronde Venen besteht aus den folgenden Dörfern; zwischen Klammern die etwaige Einwohnerzahl (2024):
- Abcoude (8.260)
- Amstelhoek (980)
- Baambrugge (1.455)
- De Hoef (895)
- Mijdrecht (16.275): Sitz der Gemeindeverwaltung
- Vinkeveen (9.600)
- Waverveen (795)
- Wilnis (7.550)

## Geschichte
De Ronde Venen ist ein typisch holländisches Tiefmoorgebiet. Der deutsche König Otto I.  schenkte das Gebiet um Wilnis, Mijdrecht und Vinkeveen im Jahr 953 dem Utrechter Bischof. Bischof Konrad von Utrecht schenkte das damals noch nicht urbar gemachte Moor 1085 den Brüdern der Utrechter Johanneskirche. Darauf begannen die ersten zaghaften Versuche, hier Landwirtschaft zu betreiben. Das Gebiet wird von kleinen Flüssen fast kreisrund umringt. Es entstanden Felder, von Entwässerungsgräben umringt, die am Rand des Zirkels breiter waren als zum Innern des Kreises hin. Sie hatten etwa die Form von Schnitten aus einem runden Kuchen. Diese Einteilung der Parzelle ist immer noch zu sehen, wenn man das Gebiet aus der Luft beobachtet.
Als sich der trockengelegte Boden zu setzen begann, die Wasserpegel stiegen und Land durch die um 1400 begonnene Gewinnung von Torf weggegraben wurde, wurden Überflutungen ein immer ernsteres Problem. Erst im 19. Jahrhundert, als Polder angelegt wurden, war man des Wassers wieder Herr. Die Vinkeveense Plassen wurden aber nicht trockengelegt. Die letzte Eindeichung erfolgte 1926, aber der Torfabbau verschwand erst endgültig um 1970.
Am 24. März 1944 verübten Widerstandskämpfer gegen die damaligen deutschen Besatzer einen gelungenen Überfall auf das Rationierungsbüro, so dass viele Untertaucher Zuteilungskarten und damit Nahrung erhalten konnten. Ein Mahnmal im Dorf erinnert noch daran.
Das Dorf Mijdrecht kannte nach etwa 1950 eine zeitweilige Wirtschaftsblüte als Industriekern.

## Bilder

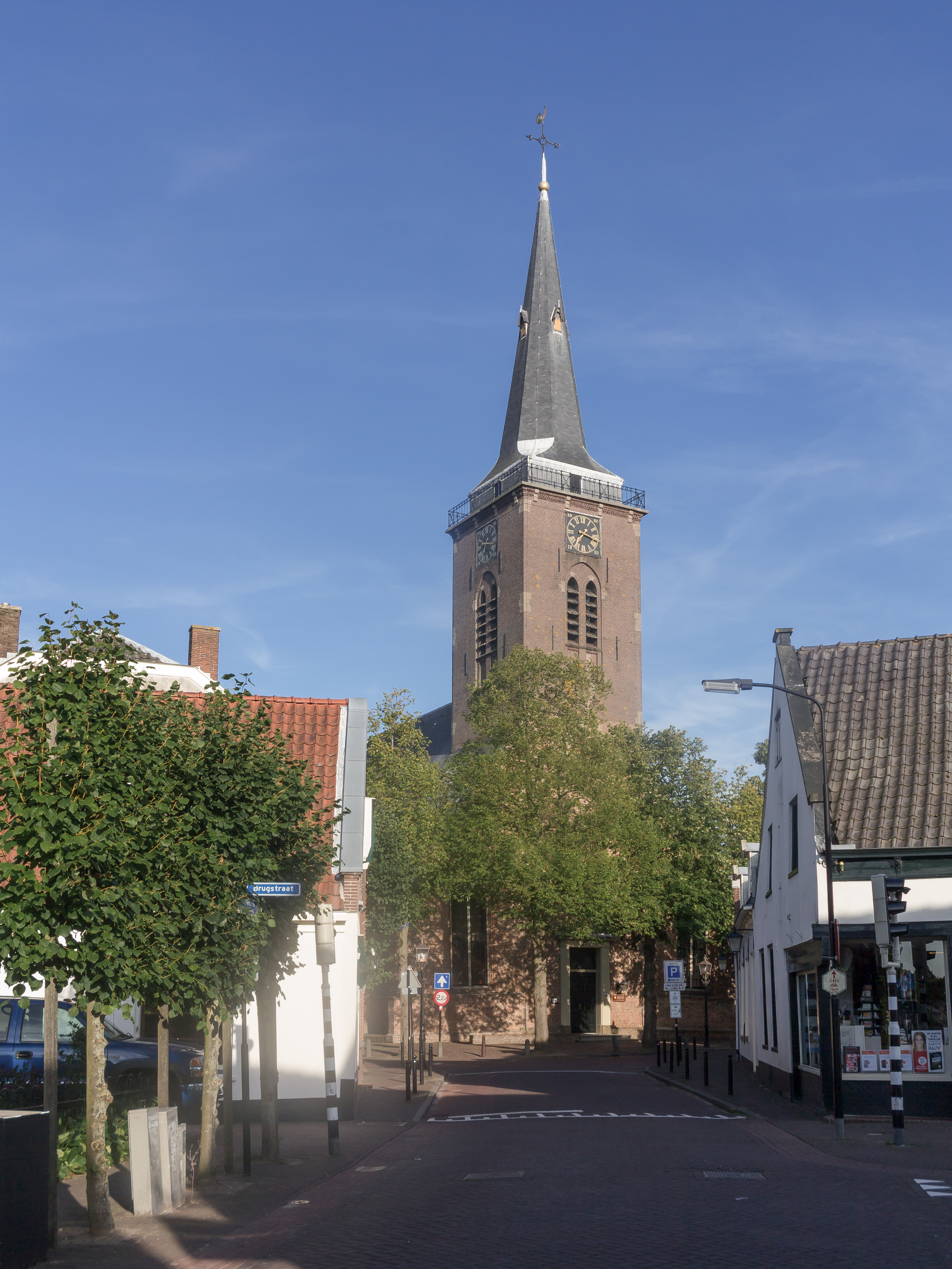
Abcoude, Kirche: de Dorpskerk
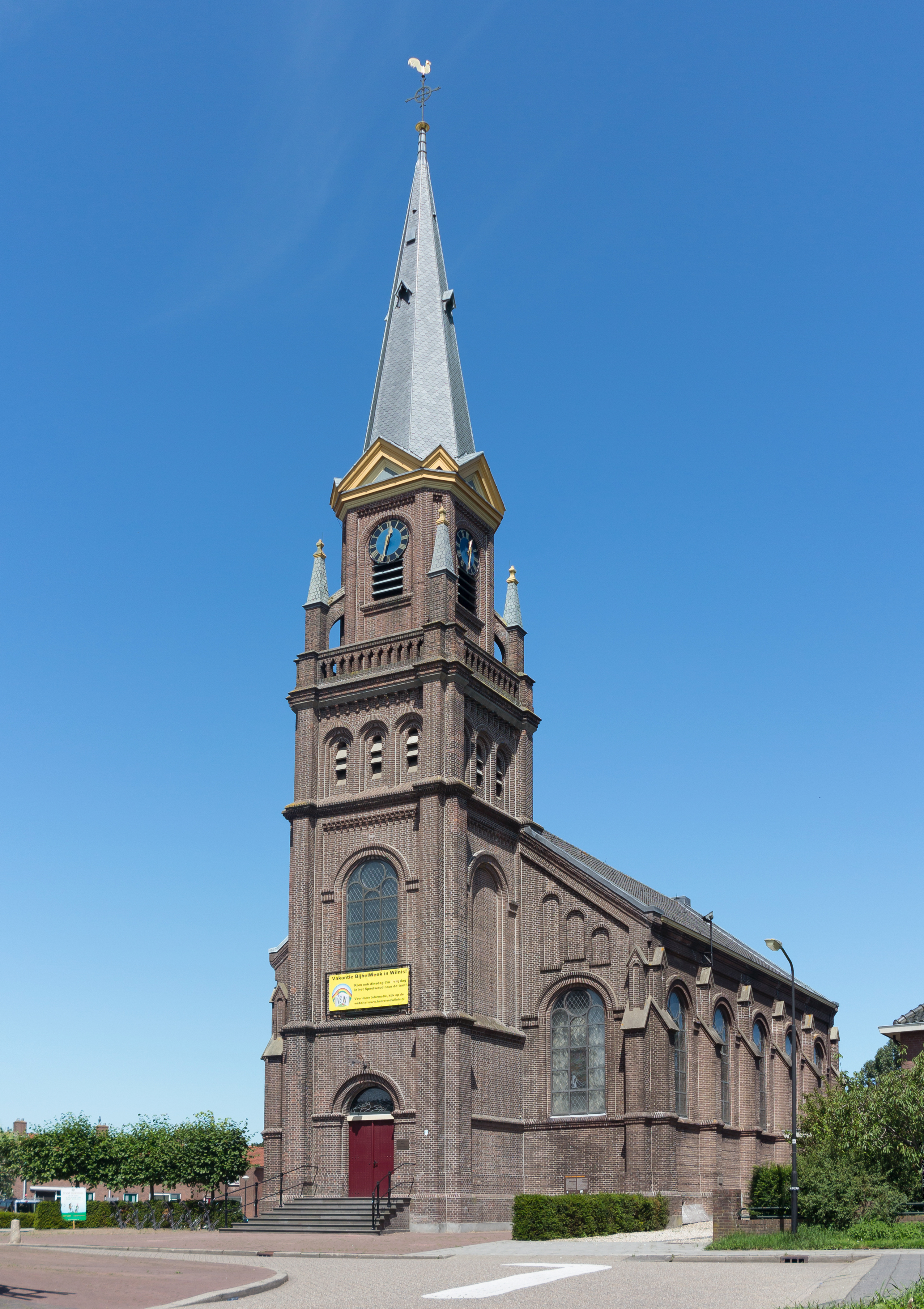
Wilnis, die reformierte Kirche
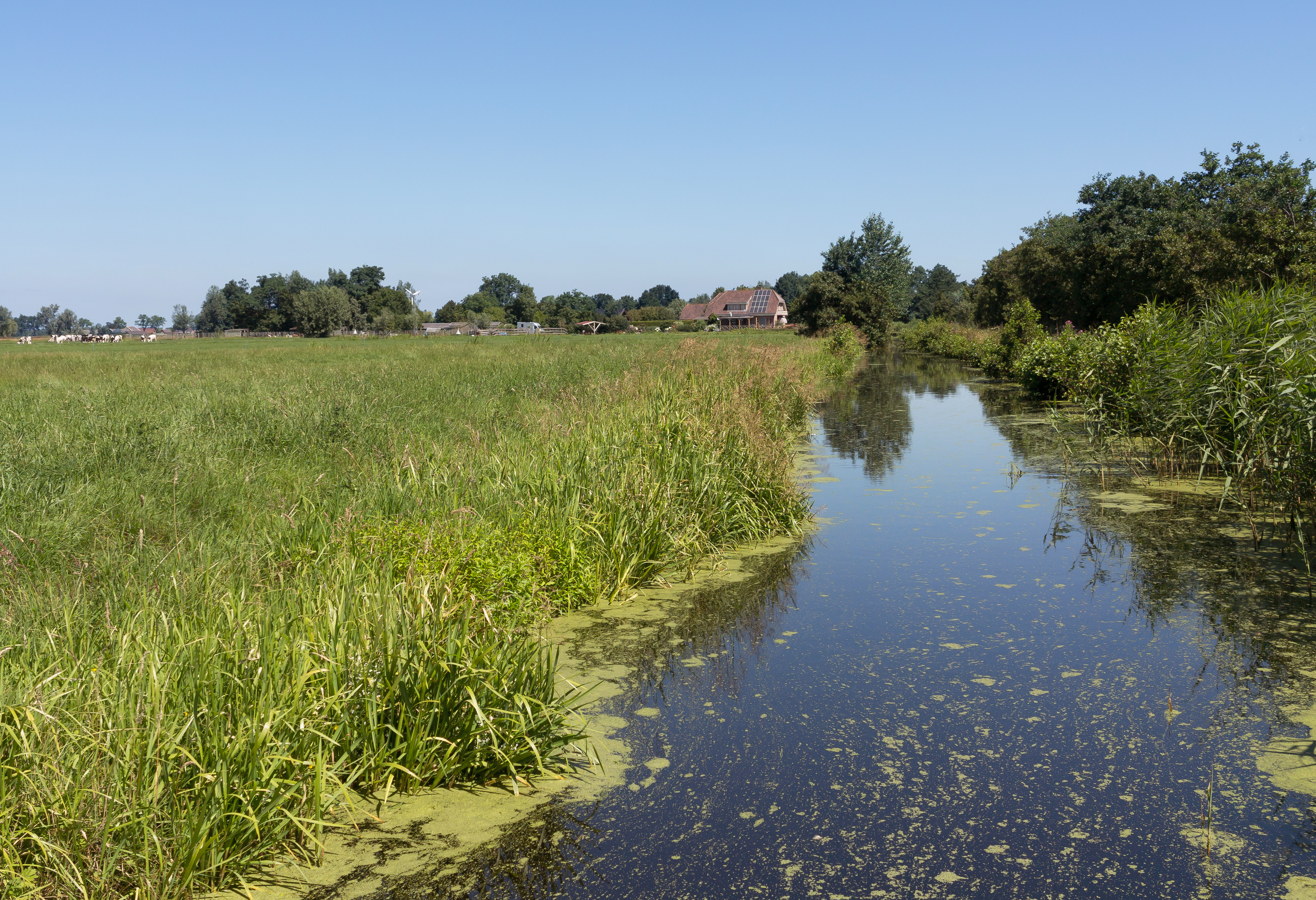
Wilnis, der Veldwetering von der Wilnisse Zuwe
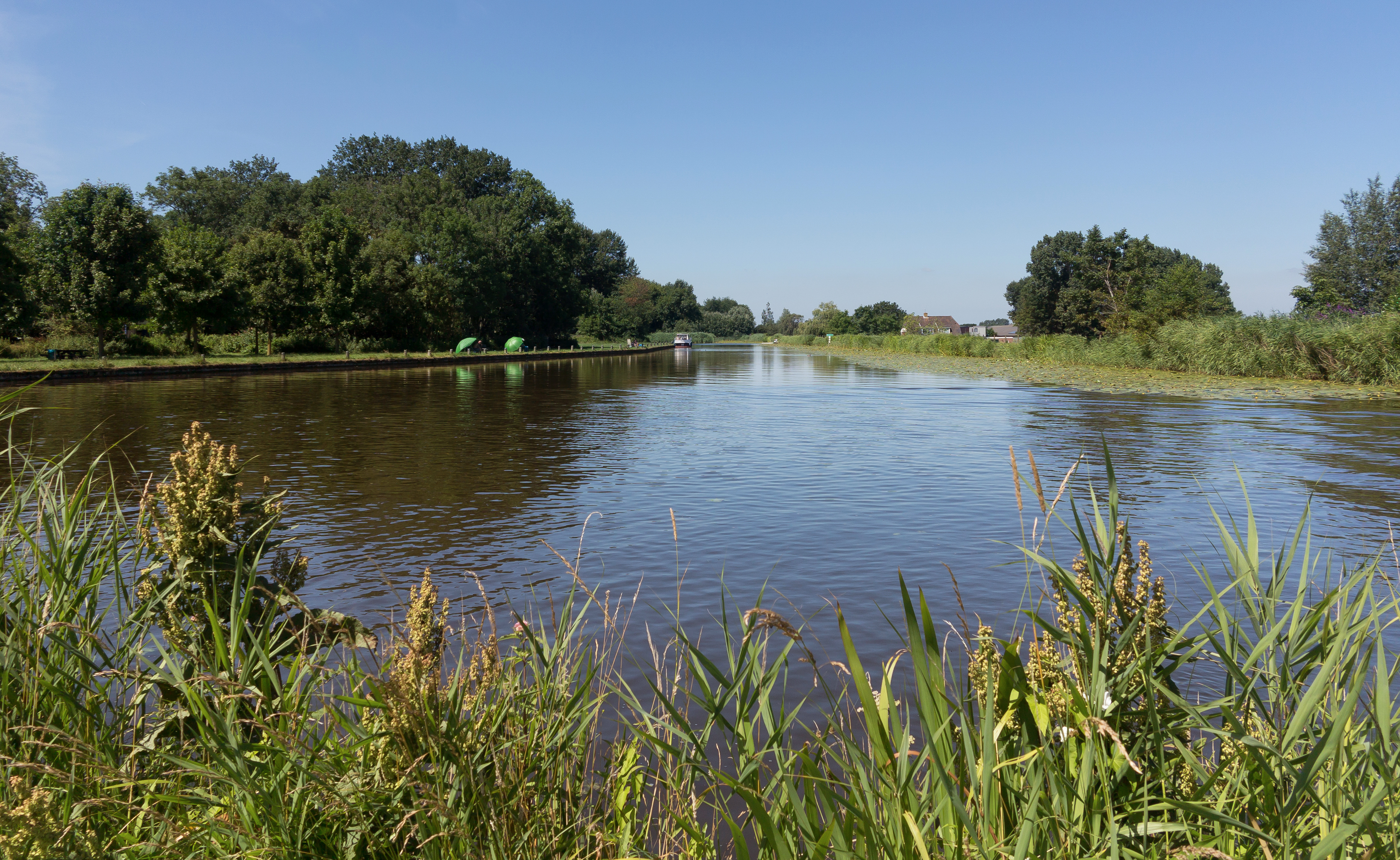
Wilnis, der Bovendijk von der Wilnisse Zuwe
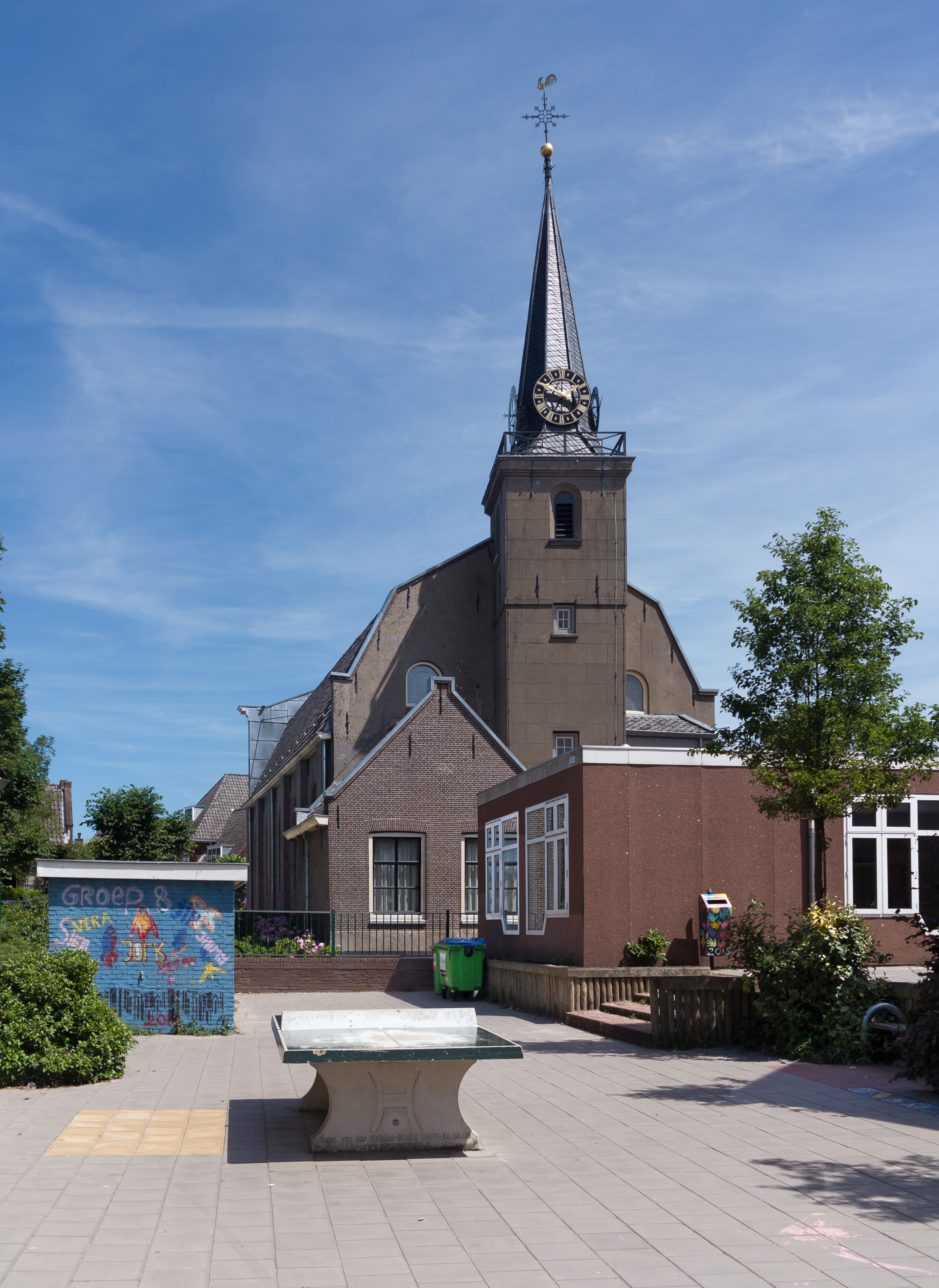
Baambrugge, reformierte Kirche mit Grundschule
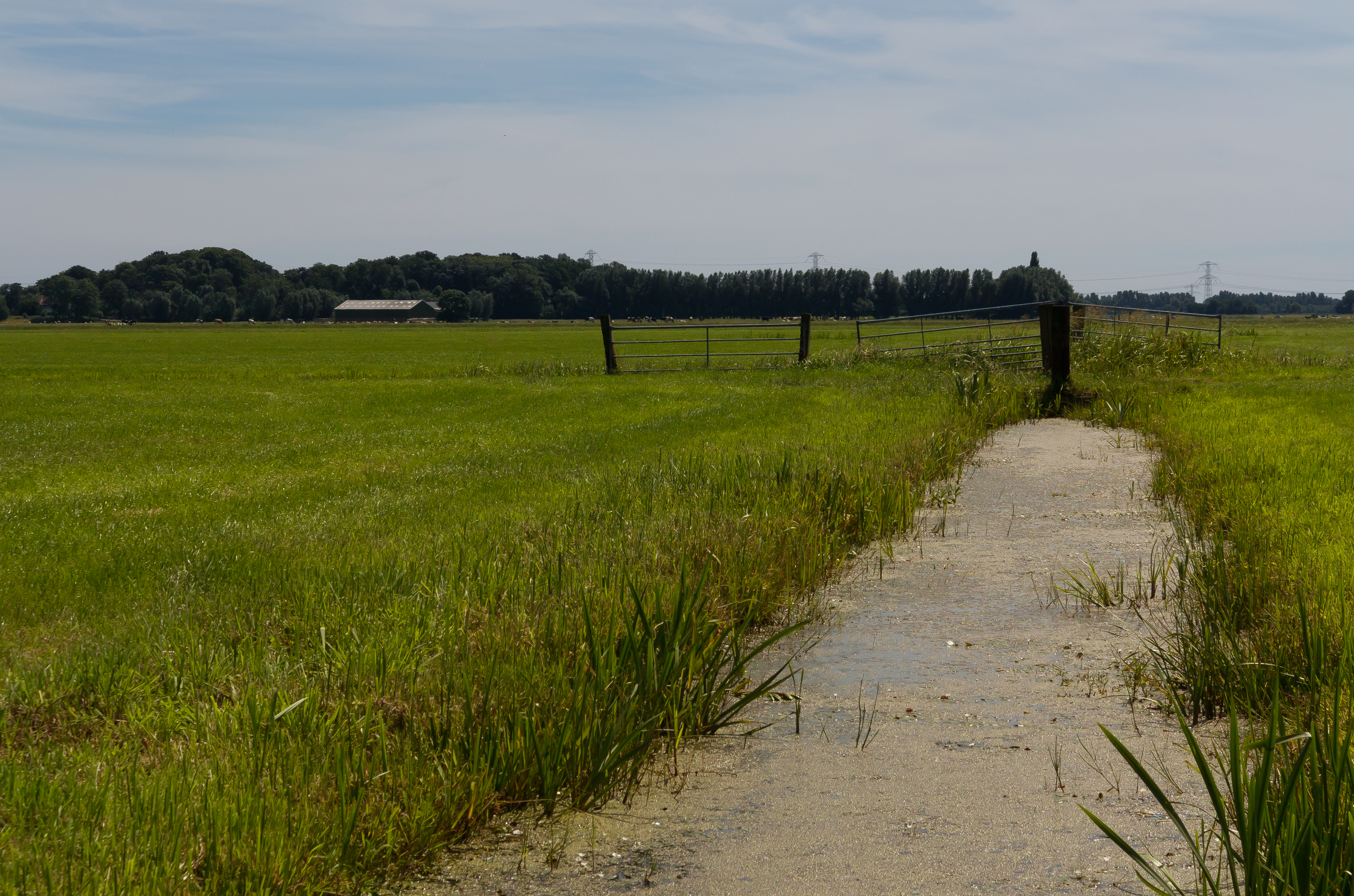
Zwischen Baambrugge und Wilnis, Graben
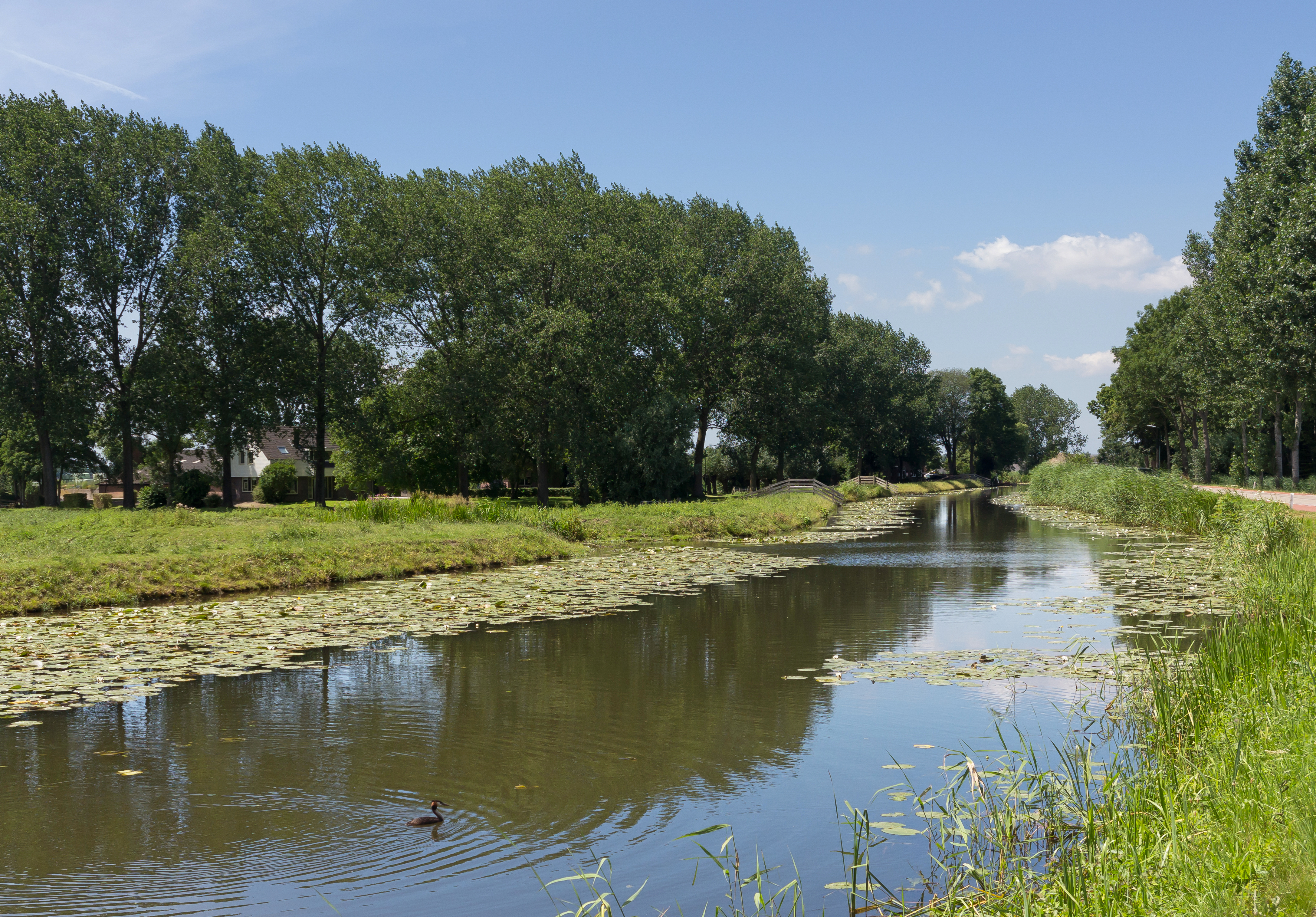
Zwischen Baambrugge und Loenersloot, Fluss: der Angstel

## Touristik
Vinkeveen ist bekannt für den Wassersporttourismus auf den Seen (Vinkeveense Plassen). Das Dorf hat zwei Jachthäfen, viele Campingplätze, ein Schwimmbad, mehrere Restaurants usw.
Die „Vinkeveense Plassen“ sind ein ausgezeichnetes Angelrevier, vor allem Zander und Hecht sind als stattliche Exemplare (über 100 cm) zu fangen. Wegen der in den letzten Jahren stattgefundenen Überfischung bestehen Fangbeschränkungen. Es wird strikt kontrolliert.

## Städtepartnerschaften
- Kolín, Tschechien
- Gransee, Deutschland